# Anelaphus undulatum
Anelaphus undulatum là một loài bọ cánh cứng trong họ Cerambycidae.